# Santa Maria della Salute (филм)
Santa Maria della Salute је српски играни филм и истоимена телевизијска серија у режији и по сценарију Здравка Шотре.
Играни филм је премијерно приказан у Београду 20. децембра 2016. године, док је телевизијска серија од 11 епизода емитована на РТС-у у току 2017. године.
Филм је сниман од 1. августа до 4. новембра 2016. на више од 150 локација у Венецији, Сомбору, Вршцу, Новом Саду, Сремским Карловцима, Београду, Цетињу, Бару и Котору.

## Радња
Филм Santa Marija dela Salute прати романтичарско доба у коме је живео и стварао Лаза Костић, а пре свега његову неостварену љубав са много млађом Ленком Дунђерски. Прича о Костићу почиње у Венецији, пред црквом Santa Marija dela Salute, због које се песник у младости песмом љутио на дужда што је за градњу те цркве посекао силне шуме у нашим крајевима. Филм води гледаоце кроз живот и унутрашњу борбу великог и „друкчијег“ човека, песника, преводиоца, доктора права, новинара. У позном добу, Лази ће се дух Ленке Дунђерски и црква Santa Marija dela Salute међу собом преплитати и довести до стварања његове чувене песме.
Филм прати живот чувеног српског песника из доба романтизма, Лазе Костића, који је имао педесет година када се заљубио у Ленку Дунђерски која је у том тренутку имала само деветнаест година. Филм прати борбу за њихову немогућу љубав, праћену стиховима најлепше српске љубавне песме „Santa Maria della Salute“.

## Улоге
| Глумац            | Улога                |
| ----------------- | -------------------- |
| Тамара Алексић    | Ленка Дунђерски      |
| Војин Ћетковић    | Лаза Костић          |
| Слобода Мићаловић | Олга Дунђерски       |
| Нела Михаиловић   | Софија Дунђерски     |
| Александар Ђурица | Лазар Дунђерски      |
| Милица Грујичић   | Јулијана Паланачки   |
| Светлана Бојковић | Ана Паланачки        |
| Зинаида Дедакин   | Анина сестра         |
| Небојша Илић      | Милан Савић          |
| Небојша Дугалић   | Симo Матавуљ         |
| Александар Берчек | Архимандрит Гаврило  |
| Дејан Луткић      | Радивој Симоновић    |
| Тихомир Станић    | Јован Јовановић Змај |
| Предраг Ејдус     | Јован Ђорђевић       |